# Navegador web
Un navegador web o explorador de internet (del inglés web browser) es un software, aplicación o programa que permite el acceso a la Web, interpretando la información de distintos tipos de archivos y sitios web para que estos puedan ser vistos.
La funcionalidad básica de un navegador web es permitir la visualización de documentos de texto, posiblemente con recursos multimedia incrustados. Además, permite visitar páginas web y hacer actividades en ella, es decir, enlazar un sitio con otro, imprimir, enviar y recibir correos, entre otras funcionalidades más.
La mayor parte de la interfaz de usuario del navegador web actual se utiliza normalmente para mostrar contenido. Los navegadores también cuentan con una barra de direcciones donde el usuario puede introducir una URL (dirección web) o ver cuál es la URL actual y botones de navegación para poder acceder a páginas visitadas anteriormente o a la página de inicio. La URL de un sitio web se puede guardar como marcador para facilitar futuras visitas al sitio web. La mayoría de los navegadores admiten la navegación por pestañas, lo que permite abrir varias páginas en diferentes pestañas. Además de estas funciones básicas, los navegadores a menudo pueden equiparse con funciones adicionales mediante extensiones o complementos.
Los documentos que se muestran en un navegador pueden estar ubicados en la computadora donde está el usuario y también pueden estar en cualquier otro dispositivo conectado en la computadora del usuario o a través de Internet, y que tenga los recursos necesarios para la transmisión de los documentos (un software servidor web).
Tales documentos, comúnmente denominados páginas web, poseen hiperenlaces o hipervínculos que enlazan una porción de texto o una imagen a otro documento, normalmente relacionado con el texto o la imagen.
El seguimiento de enlaces de una página a otra, ubicada en cualquier computadora conectada a Internet, se llama navegación, de donde se origina el nombre navegador (aplicado tanto para el programa como para la persona que lo utiliza, a la cual también se le llama cibernauta o internauta). Por otro lado, ojeador es una traducción literal del original en inglés, browser, aunque su uso es minoritario.
Los navegadores web se han convertido en las herramientas más populares de acceso a Internet. Por esa razón explotar sus vulnerabilidades se han convertido en un objetivo muy interesante para atacar los sistemas informáticos en los que se instalan. Es tal el interés, que se han desarrollado herramientas automáticas para explotar vulnerabilidades en los navegadores.

## Historia
El primer navegador fue desarrollado por Tim Berners-Lee, en la CERN, en 1990; el navegador web llamado WorldWideWeb era bastante sofisticado y gráfico, pero solo funcionaba en estaciones NexT.
El navegador Mosaic, que funcionaba inicialmente en entornos Unix sobre XFree86 (X11), fue el primero que se extendió debido a que pronto el National Center for Supercomputing Applications (NCSA) preparó versiones para Windows y Macintosh.
Sin embargo, al poco tiempo Netscape Navigator entró en el mercado y rápidamente superó en capacidades y velocidad a Mosaic. Este navegador tuvo la ventaja de funcionar en casi todos los sistemas Unix, y también en entornos Windows.
Internet Explorer (anteriormente Spyglass Mosaic) fue la apuesta tardía de Microsoft para entrar en el mercado y consiguió desbancar al Netscape Navigator entre los usuarios de Windows, debido a la integración del navegador con el sistema operativo, llegando a poseer cerca del 95% de la cuota de mercado. Netscape Communications Corporation liberó el código fuente de su navegador, naciendo así el proyecto Mozilla.
Finalmente Mozilla (Mozilla Application Suite) fue reescrito desde cero tras decidirse a desarrollar y usar como base un nuevo conjunto de widgets multiplataforma basado en Extensible Markup Language (XML) llamado XUL y esto hizo que tardara bastante más en aparecer de lo previsto inicialmente, apareciendo una versión 1.0 de gran calidad y para muchísimas plataformas a la vez el 5 de junio de 2002.
El 7 de enero de 2003, Apple lanzó al mercado el navegador web Safari. Este navegador se hace con casi la totalidad del mercado de las microcomputadoras Mac, debido a su velocidad y gran cantidad de actualizaciones. Asimismo, también entra al mercado del sistema operativo Windows.
A finales de 2004 aparece en el mercado Mozilla Firefox, una rama de desarrollo de Mozilla que pretende hacerse con parte del mercado de Internet Explorer. 
El 2 de septiembre de 2008, Google Chrome aparece en el mercado. Es el navegador web desarrollado por Google y compilado con base en componentes de código abierto como el motor de renderizado de WebKit y su estructura de desarrollo de aplicaciones (framework). Está disponible gratuitamente bajo condiciones de servicio específicas. El nombre del navegador deriva del término usado para el marco de la interfaz gráfica de usuario ("chrome"). En diciembre de 2011, Chrome superó a Internet Explorer 8.0 como el navegador más utilizado a nivel mundial.
El 29 de julio de 2015, Microsoft lanza Microsoft Edge como sucesor de Internet Explorer. Es una versión mejorada, modernizada y distinta de Internet Explorer con una línea de desarrollo independiente. El navegador se encuentra disponible para iOS, Android 4.4+ y Windows 10 (PC, Mobile, Xbox One, HoloLens). Tiene varias funciones únicas, como lectura de libros electrónicos (en inglés: ebooks) integrada, función para agregar notas web con Windows Ink y Continuar en PC, una herramienta en la que se puede continuar la navegación web y la sincronización entre el PC y el teléfono. En 2020, Microsoft reconstruyó a Microsoft Edge, ahora bajo Chromium, la cual ha tenido mayor aceptación a los usuarios.

Uso de los navegadores web, de acuerdo a StatCounter.

## Funcionamiento de los navegadores
La comunicación entre el servidor web y el navegador se realiza mediante el protocolo de comunicaciones Hypertext Transfer Protocol (HTTP), aunque la mayoría de los navegadores soportan otros protocolos como File Transfer Protocol (FTP), Gopher, y Hypertext Transfer Protocol Secure (HTTPS, una versión cifrada de HTTP basada en Secure Socket Layer —SSL— o Capa de Conexión Segura).
La función principal del navegador es descargar documentos HTML y mostrarlos en pantalla. En la actualidad, no solamente descargan este tipo de documentos sino que muestran con el documento sus imágenes, sonidos e incluso vídeos en transmisión en diferentes formatos y protocolos. Además, permiten almacenar la información en el disco o crear marcadores (bookmarks) de las páginas más visitadas.
Algunos de los navegadores web más populares se incluyen en lo que se denomina una suite de internet o paquete de Internet. Estos paquetes de Internet disponen de varios programas integrados para leer noticias de Usenet y correo electrónico mediante los protocolos Network News Transport Protocol Internet Message Access Protocol (IMAP) y Post Office Protocol (POP).
Los primeros navegadores web solo soportaban una versión muy simple de HTML. El rápido desarrollo de los navegadores web propietarios condujo al desarrollo de dialectos no estándares de HTML y a problemas de interoperabilidad en la web. Los más modernos (como Chrome, Firefox, Safari, Opera y Edge) soportan los estándares HTML y XHTML (comenzando con HTML 4.01, los cuales deberían visualizarse de la misma manera en todos ellos).
Los estándares web son un conjunto de recomendaciones dadas por el World Wide Web Consortium (W3C) y otras organizaciones internacionales acerca de cómo crear e interpretar documentos basados en la web. Su objetivo es crear una web que trabaje mejor para todos, con sitios accesibles a más personas y que funcionen en cualquier dispositivo de acceso a Internet.

## Características
Los navegadores más populares comparten muchas características en común. Registran automáticamente el historial de navegación de los usuarios, a menos que los usuarios desactiven su historial de navegación o utilicen el modo privado sin registro. También permiten a los usuarios establecer marcadores, personalizar el navegador con extensiones y administrar las contraseñas de los usuarios. Algunos ofrecen un servicio de sincronización y funciones de accesibilidad web.
La disposición tradicional del navegador tiene funciones de interfaz de usuario por encima del contenido de la página.
Características comunes de la interfaz de usuario (UI):
- Permitir al usuario tener varias páginas abiertas al mismo tiempo, ya sea en diferentes ventanas del navegador o en diferentes pestañas de una misma ventana.
- Botones de retroceso y avance para retroceder a la página anterior visitada o avanzar a la siguiente.
- Un botón de actualización o recarga y un botón de parada para recargar y cancelar la carga de la página actual. (En la mayoría de los navegadores, el botón de detener se combina con el botón de recarga).
- Un botón de inicio para regresar a la página de inicio del usuario.
- Una barra de direcciones para ingresar la URL de una página y mostrarla, y una barra de búsqueda para ingresar consultas en un motor de búsqueda. (En la mayoría de los navegadores, la barra de búsqueda se fusiona con la barra de direcciones).

Si bien los navegadores móviles tienen características de interfaz de usuario similares a las versiones de escritorio, las limitaciones de las pantallas táctiles requieren que las interfaces de usuario móviles sean más simples. La diferencia es significativa para los usuarios acostumbrados a los atajos de teclado. Los navegadores de escritorio más populares también cuentan con sofisticadas herramientas de desarrollo web.

## Configuración
Los navegadores web normalmente se pueden configurar con un menú integrado. Dependiendo del navegador, el menú puede llamarse Configuración, Opciones o Preferencias.
El menú tiene diferentes tipos de ajustes. Por ejemplo, los usuarios pueden cambiar su página de inicio y el motor de búsqueda predeterminado. También pueden cambiar los colores predeterminados de la página web y las fuentes. Varias conexiones de red y configuraciones de privacidad también suelen estar disponibles.

### Privacidad
Durante el transcurso de la navegación, el navegador almacena las cookies recibidas de varios sitios web. Algunos de ellos contienen credenciales de inicio de sesión o preferencias del sitio. Sin embargo, otras se utilizan para seguimiento del comportamiento del usuario durante largos períodos de tiempo, por lo que los navegadores suelen proporcionar una sección en el menú para eliminar cookies. La gestión más detallada de las cookies suele requerir una extensión del navegador.
Los navegadores también suelen proporcionar elementos de menú para eliminar historial de navegación, caché entradas y otros datos potencialmente confidenciales.
Un enfoque alternativo es el modo de navegación privada, en el que el navegador no almacena los elementos antes mencionados. Pero esta es una opción temporal, solo se activa cuando se usa este modo especial.

## Seguridad
Los navegadores web son objetivos populares para los hackers, que explotan agujeros de seguridad para robar información, destruir archivos y otras actividades maliciosas. Los proveedores de navegadores parchean regularmente estos agujeros de seguridad, por lo que se recomienda encarecidamente a los usuarios que mantengan actualizado el software de su navegador. Otras medidas de protección son software antivirus y evitar los sitios web maliciosos conocidos.

## Ejemplos de navegadores web
Existe una lista detallada de navegadores, motores de renderización y otros temas asociados en la categoría asociada.
- KHTML
  - Konqueror (basado por defecto en KHTML)
  - Basado en WebKit (fork KHTML)
    - Safari
    - Torch
    - Chromium
      - Google Chrome
      - Brave Browser
      - Vivaldi Browser
      - Ungoogled-chromium
      - SRWare Iron
      - Nuevo Microsoft Edge desde 2020
      - Flock (a partir de la versión 3)
      - Opera
      - Decentr

    - Epiphany (a partir de la versión 2.28)
    - Midori
    - Min
    - Qupzilla
    - Rekonq
    - Arora
    - Dolphin Browser
    - Sleipnir
    - Olive Browser
- Internet Explorer (Trident) y derivados:
  - MSN Explorer (Descontinuado)
  - Avant Browser
  - Maxthon
  - G-Browser
  - Slim Browser
  - AOL Explorer
- Mozilla (Gecko, SpiderMonkey) y derivados:
  - Firefox Quantum
    - Waterfox

  - Mozilla Firefox
    - Pale Moon

  - Aurora
    - Flock (descontinuado)
    - Iceweasel
    - Netscape Navigator (a partir de la versión 6)
    - GNU IceCat

  - SeaMonkey
  - CometBird
  - Beonex
  - Navegador web IBM para OS/2
  - Galeon (proyecto abandonado)
  - Skipstone
  - K-Meleon para Windows
  - Camino para Mac OS X
  - Pampa Browser

- Amaya del W3C
  - Abrowse
- Netscape Navigator (hasta la versión 4.xx)
- iCab
- OmniWeb
- Dillo
- IBrowse
- AWeb
- Voyager
- Espial Escape
- HotJava
- 4Linux
- SpaceTime

### Navegadores web basados en texto
- Bobcat
- Links
- Lynx
- Netrik
- w3m

### Primeros navegadores con interfaz gráfica
Listado de los primeros navegadores con interfaz gráfica de usuario (GUI) que ya no están en desarrollo:
- Cello
- CyberDog
- MidasWWW
- Mosaic
  - Spyglass Mosaic
- OHT-Erwise
- ViolaWWW